# Numero trascendente
In matematica un numero trascendente è un numero irrazionale che non è un numero algebrico, ossia non è la soluzione di nessuna equazione polinomiale della forma:
{\displaystyle a_{n}x^{n}+a_{n-1}x^{n-1}+\cdots +a_{1}x+a_{0}=0}
dove {\displaystyle n\geq 1} e i coefficienti {\displaystyle a_{i}} sono razionali non tutti nulli. L'insieme dei numeri trascendenti non è chiuso rispetto all'addizione o al prodotto; infatti se {\displaystyle a} è trascendente, così sarà {\displaystyle -a}, ma la loro somma, che è 0, è un numero algebrico; similmente per {\displaystyle a} e {\displaystyle {\tfrac {1}{a}}.}

## Storia
Il primo ad introdurre il concetto di trascendenza in relazione a un ente matematico fu Gottfried Wilhelm von Leibniz, il quale non lo riferì però a numeri bensì a funzioni, ovvero funzioni quali esponenziali, logaritmiche, trigonometriche, che trascendono nella loro valutazione gli ordinari strumenti dell'algebra, ossia le operazioni di somma, prodotto, ecc. Fu invece Eulero ad associare il concetto a numeri, avendo avuto la straordinaria intuizione, confermata un secolo più tardi dal teorema di Lindemann-Weierstrass, 1882-1885, che una funzione trascendente trasforma numeri "facili", quali per esempio numeri razionali, o algebrici, in numeri "difficili", quelli che Eulero considerò appunto numeri trascendenti. Per essere più precisi, una delle conseguenze più interessanti del teorema dianzi menzionato è che {\displaystyle e^{x}}, {\displaystyle \log x}, {\displaystyle \sin x}, {\displaystyle \cos x}, {\displaystyle \tan x} sono tutti numeri trascendenti per ogni valore algebrico di {\displaystyle x} (fatta eccezione per valori banali di {\displaystyle x}, a volte  {\displaystyle x=0}, a volte  {\displaystyle x=1}).
L'esistenza dei numeri trascendenti fu dimostrata per la prima volta nel 1844 da Joseph Liouville, che riuscì a costruire un'intera classe di numeri trascendenti, chiamati quindi numeri di Liouville; in particolare tra questi c'è la costante di Liouville:
{\displaystyle \sum _{k=1}^{\infty }10^{-k!}=0,110001000000000000000001000\ldots }
di cui l'{\displaystyle n}-esima cifra dopo la virgola è uguale a uno se {\displaystyle n} è un fattoriale (per esempio 1, 2, 6, 24, 120, 720, ..., ecc.) e 0 altrimenti. Il primo numero non appositamente costruito che si dimostrò essere trascendente è il numero di Nepero {\displaystyle e}; Charles Hermite ne diede la dimostrazione nel 1873. Nel 1882 Ferdinand von Lindemann pubblicò una dimostrazione basata sul precedente lavoro di Hermite della trascendenza di pi greco. Nel 1874 Georg Cantor aveva dimostrato l'esistenza e la non numerabilità dei numeri trascendenti.
La scoperta dei numeri trascendenti consentì la dimostrazione d'impossibilità di diversi antichi problemi geometrici riguardanti la costruzione con riga e compasso; la quadratura del cerchio, il più famoso tra questi problemi, è impossibile perché {\displaystyle \pi } è trascendente, mentre tutti i numeri costruibili con riga e compasso sono algebrici.

## Proprietà
L'insieme dei numeri algebrici è numerabile, mentre l'insieme di tutti i numeri reali è non numerabile; ciò implica che l'insieme dei numeri trascendenti è non numerabile, ossia esistono infinitamente più numeri trascendenti che algebrici. Questo risultato fu dimostrato da Georg Cantor alla fine dell'Ottocento. Dimostrare che un dato numero è trascendente può essere molto difficile. La normalità, un'altra proprietà dei numeri, potrebbe aiutare a determinarne la trascendenza.

## Alcuni numeri trascendenti
- {\displaystyle e^{a}} se {\displaystyle a} è algebrico e diverso da 0. In particolare lo stesso numero e è trascendente (si veda una dimostrazione della trascendenza di e). Tale risultato è noto come teorema di Lindemann-Weierstrass.
- {\displaystyle \pi }, il pi greco.
- {\displaystyle a^{b}} dove {\displaystyle a} è algebrico diverso da 0 e da 1, e {\displaystyle b} è algebrico, ma non razionale. Questo è il teorema di Gel'fond che risolve il settimo problema di Hilbert. Da questo teorema discende la trascendenza del numero
  - {\displaystyle e^{\pi }} chiamato costante di Gel'fond in quanto {\displaystyle e^{\pi }={\frac {1}{e^{-\pi }}}={\frac {1}{i^{2i}}}}, e {\displaystyle i^{2i}} è trascendente;
  - {\displaystyle 2^{\sqrt {2}}}.
- Le funzioni trigonometriche {\displaystyle \sin(a)}, {\displaystyle \cos(a)}, {\displaystyle \tan(a)}, {\displaystyle \cot(a)}, {\displaystyle \sec(a)}, {\displaystyle \csc(a)} per {\displaystyle a} algebrico (escludendo casi banali come {\displaystyle \sin(0)=0}), in base al teorema di Lindemann-Weierstrass.
- il logaritmo naturale {\displaystyle \ln a}, se {\displaystyle a} è un numero razionale positivo diverso da 1, ancora per il teorema di Lindemann-Weierstrass.
- {\displaystyle \Gamma (1/3)}, {\displaystyle \Gamma (1/4)} e {\displaystyle \Gamma (1/6)}, dove {\displaystyle \Gamma (x)} è la funzione gamma.
- {\displaystyle \Omega } la costante di Chaitin.
- {\displaystyle \sum _{k=0}^{\infty }10^{-\lfloor \beta ^{k}\rfloor };\qquad \beta >1,}

dove {\displaystyle \beta \mapsto \lfloor \beta \rfloor } è la funzione parte intera. Per esempio se {\displaystyle \beta =2} allora questo numero è 0,11010001000000010000000000000001000...
- la funzione zeta di Riemann {\displaystyle \zeta (n)} per {\displaystyle n} pari, in quanto trattasi di multipli razionali di {\displaystyle \pi }.

È stato congetturato che altri numeri come {\displaystyle \zeta (n)} per {\displaystyle n} dispari o la costante di Eulero-Mascheroni {\displaystyle \gamma } siano trascendenti, ma non è stato ancora dimostrato che lo siano.